# 切爾斯克

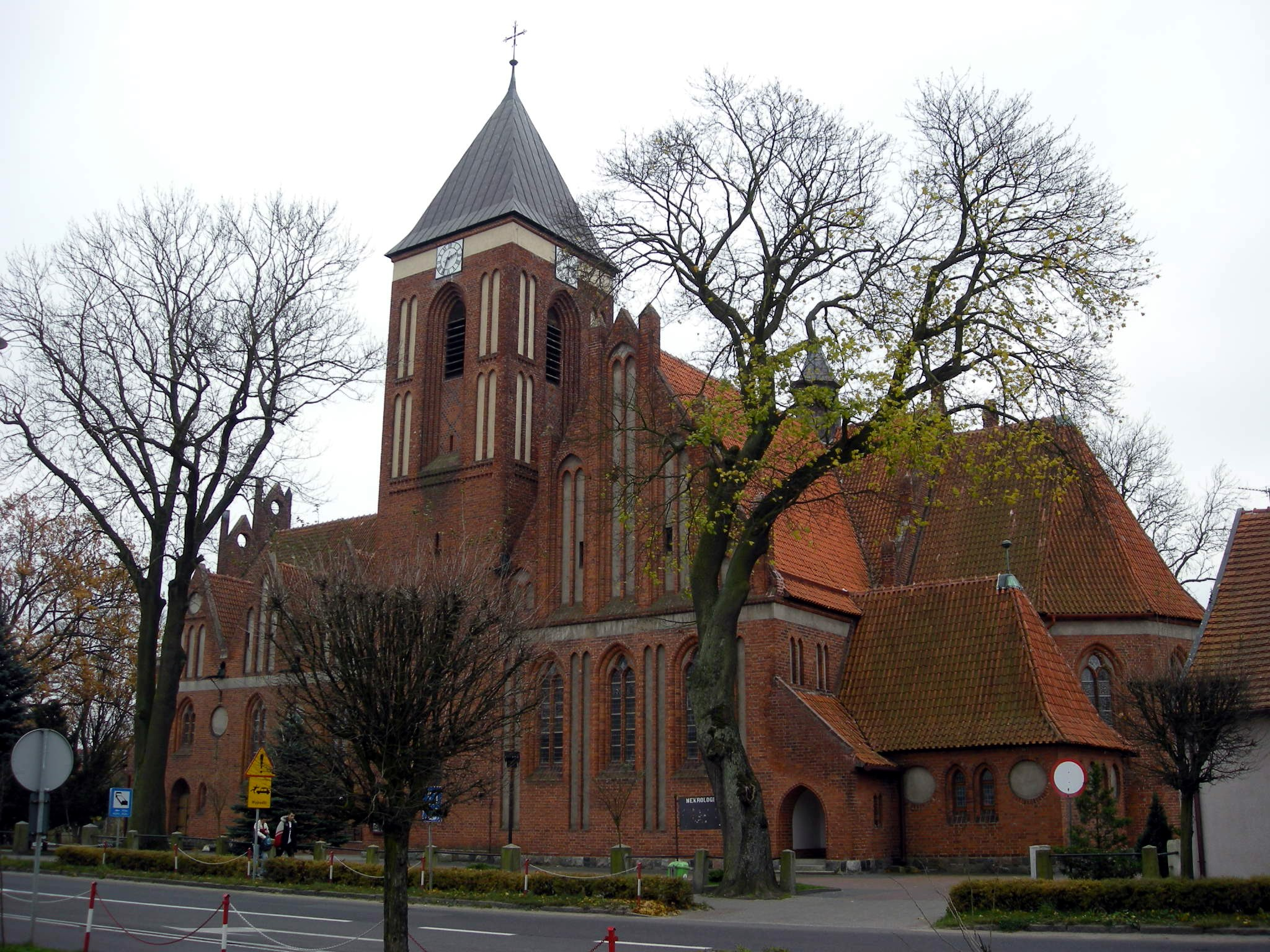

切爾斯克是波蘭的城鎮，位於該國北部，由濱海省負責管轄，始建於十三世紀，面積9.73平方公里，2006年人口9,463。第二次世界大戰期間，納粹德國在1939年9月3日至1945年2月21日期間佔領該鎮。

## 外部連結
- Official website （页面存档备份，存于）

53°47′N 17°58′E / 53.783°N 17.967°E